# Лелия Кели
Лелия Кели (на английски: Lelia Kelly) е американска писателка на бестселъри в жанра съдебен трилър.

## Биография и творчество
Лелия Кели е родена на 22 юли 1958 г. в Атланта, Джорджия, САЩ. Има сестра и двама братя. Израства в родния си град и завършва през 1976 г. Академия „Пейс“. Завършва колежа „Уилям и Мери“ през 1980 г. с магистърска степен по история и специализация по история на Източна Азия, и бакалавърска степен по френска филология. Решава да работи в банковия бизнес без да има специално обучение, работи в банка в Чикаго, и не след дълго става вицепрезидент на Канадската търговска банка в Ню Йорк.
След 14 години в банковата професия, през 1994 г. се връща в Атланта и започва да пише юридически трилъри. Първият от тях „Без коментар“ от поредицата „Лора Частейн“ излиза през 1998 г. Главната героиня, интелигентната и смела Лора Частейн е заместник-областен прокурор. Тя прави всичко по силите си да открие и осъди виновника за жестоко убийство. Следваща книга от поредицата „От любов към парите“ става бестселър в списъка на „Ню Йорк Таймс“.
За своите произведения писателката прави задълбочени проучвания на законодателството на Джорджия, консултира се със съдии, полицаи и адвокати, и дори ползва помощта на частен детектив.
През 1999 г. се връща в банковия бизнес и работи в Wachovia and SunTrust, но подава оставка през 2003 г. поради заболяване от рак на гърдата.
Лелия Кели умира от усложнения от болестта на 13 март 2007 г. в Атланта.

## Произведения

### Серия „Лора Частейн“ (Laura Chastain)
1. Presumption of Guilt (1998)
Без коментар, изд.: „Гарант 21“, София (2000), прев. Надя Баева
2. False Witness (2000)
От любов към парите, изд.: „Гарант 21“, София (2001), прев. Правда Игнатова
3. Officer of the Court (2001)
Служител на правосъдието, изд.: „Гарант 21“, София (2003), прев. Цвета Мишева